# Zygaspis
Zygaspis — рід плазунів з родини амфісбенових (Amphisbaenidae). Представники цього роду мешкають в Центральній і Південній Африці.

## Види
Рід Zygaspis нараховує 8 видів:
- Zygaspis dolichomenta (de Witte & Laurent, 1942)
- Zygaspis ferox D. Broadley & S. Broadley, 1997
- Zygaspis kafuensis D. Broadley & S. Broadley, 1997
- Zygaspis maraisi D. Broadley & Measey, 2016
- Zygaspis nigra D. Broadley & Gans, 1969
- Zygaspis quadrifrons (W. Peters, 1862)
- Zygaspis vandami (V. Fitzsimons, 1930)
- Zygaspis violacea (W. Peters, 1854)

## Етимологія
Наукова назва роду Zygaspis походить від сполучення слова дав.-гр. ζυγος — ярмо і ασπις — щит.